# Inés del alma mía

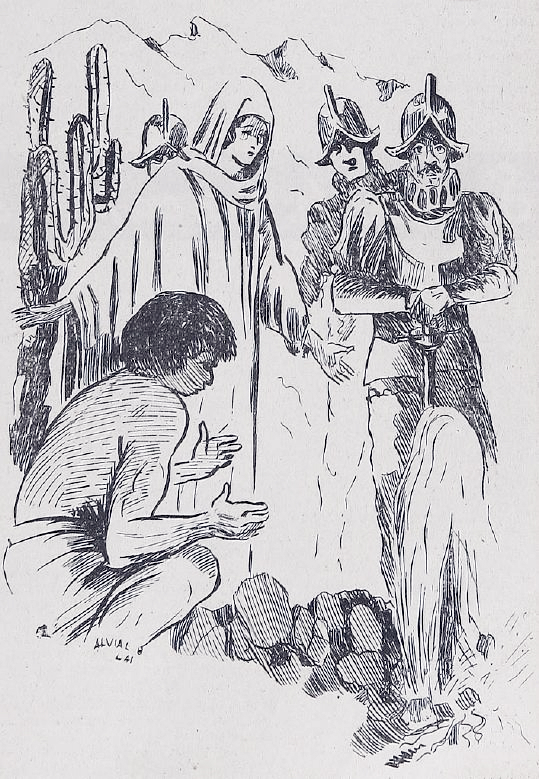

Inés del alma mía és una sèrie de televisió de drama històric del 2020 produïda per RTVE, Boomerang TV i Chilevisión basada en la novel·la històrica homònima d'Isabel Allende. El rodatge de la sèrie va començar el 2 de setembre de 2019, i va finalitzar el desembre de 2019. Es van confirmar un total de vuit capítols de la sèrie, estrenada el 31 de juliol de 2020 a Prime Video, únicament a Espanya. Els episodis es van emetre setmanalment a La 1 del 7 d'octubre al 25 de novembre de 2020.

## Repartiment
- Elena Rivera Villajos - Inés Suárez[2]
- Eduardo Noriega - Pedro de Valdivia[2]
- Benjamín Vicuña - Rodrigo de Quiroga[6]
- Carlos Bardem - Diego de Almagro[2]
- Enrique Arce - Sancho de la Hoz[2]
- Francesc Orella - Francisco Pizarro[2]
- Carlos Serrano - Juan de Málaga[2]
- Daniela Ramírez - Marina Ortiz de Gaete[2]
- Federico Aguado - Hernando Pizarro[2]
- Ismael Martínez - Francisco de Aguirre
- Andrea Trepat - María Asunción Suárez, germana d'Inés[2]
- Antonia Giesen - Cecilia, princesa inca
- Pedro Fontaine - Juan Gómez
- Rafael de la Reguera - Monroy
- Nicolás Zárate - Alderete
- Gastón Salgado - Michimalonco
- Elvis Fuentes - Marmolejo
- Patricia Cuyul - Catalina, donzella d'Inés a Sud-amèrica
- Francisco Ossa - Don Benito

## Argument
Narra els principals fets de la vida d'Inés Suárez, la primera dona espanyola que va arribar a territori xilè i va formar part de la conquesta d'aquest país. Aquests fets estan destinats a ser llegits per la seva filla adoptiva Isabel.
Inés Suárez (Plasencia 1507 - Santiago de Nueva Extremadura 1580) va viure fins als 19 anys amb el seu avi i la seva germana Asunción a la seva ciutat de naixement, però, després de conèixer Juan de Málaga, va decidir anar-se’n de Plasencia amb ell i fugir de la vida a la que estava destinada.
Comença amb la seva vida a Plasencia, principalment de la seva vida matrimonial i extra matrimonial amb Juan de Málaga a més del seu dur viatge a Amèrica, impulsada no sols pel fet de trobar al seu marit perdut, sinó també per trobar l'anhelada llibertat.
Quan van arribar a Màlaga, Inés i Juan es van casar i uns anys més tard, Juan va decidir fer una expedició al Nou Món, demanant-li a Inés que l'esperés fins que ell li enviés notícies des de l'altra banda de l'Atlàntic.
Quan les cartes de Juan van deixar d'arribar, la seva dona va decidir anar a buscar-lo a Nou Món però, per poder marxar necessitava el permís del rei i en aquella època no estava ben vist que les dones viatgessin sense companyia d'un home.
L'any 1537, Inés va pujar a un vaixell que l'emportaria a la costa del Carib on va rebre una carta del seu marit. A la carta, Juan li comunicava que estava al Perú i va decidir anar a buscar-lo. Allà, va trobar Pedro de Valdivia i els seus homes, que feien el recompte dels soldats caiguts a la batalla de “Las Salinas” (1538). Gràcies a ell, Inés va descobrir que el seu marit havia mort en batalla.
Continua amb la seva vida a Cuzco, la decadència de l'imperi Inca sota Francisco Pizarro i els problemes polítics que s'hi van viure. També, com es va formant l'obsessió de Pedro de Valdivia per conquistar Xile, impulsat pel que li contava el vell Diego de Almagro.
A l'arribar a la ciutat de Cuzco, Inés va rebre diners i un petit terreny per ser la vídua de Juan de Málaga (que va morir per culpa dels Pizarro en la lluita contra els Almagro) i va decidir guanyar-se la vida de manera honrada, primerament venent les empanades que ella mateixa cuinava i, més tard, cosint les robes i curant els ferits i va fundar un petit hospital de campanya per poder fer-ho.
Després narra la dura conquesta de Xile, on comença la seva vida de parella amb Pedro de Valdivia i com va fundar la capital del país al costat d'ell. També narra l'època més soferta i pobra dels primers anys de Santiago i el seu posterior matrimoni amb Rodrigo de Quiroga, quan Pedro de Valdivia torna d'una expedició al Perú a la recerca de més soldats i colons.
El 1540, Francisco Pizarro va permetre a Pedro de Valdivia iniciar la seva expedició per conquerir Xile. Inés va formar part de l'exèrcit de Valdivia amb qui mantenia una relació sentimental, encara que ell estava casat, i va lluitar com un soldat més. Amb aquest fet, Inés vol defensar els drets de les dones i fer visibles les diferències que hi havia entre gèneres.
Durant l'expedició, i en arribar a Santiago de Nueva Extremadura al 1541, Valdivia demanava consell a Inés. Una vegada van arribar a la ciutat, es van haver d'enfrontar en batalla amb Michimalonco, un cacic indígena que estava atacant la ciutat, aprofitant que el governador no hi era. 
Després que Pedro de Valdivia fos condemnat a judici a Lima per haver estat adúlter amb Inés, ella va ser entregada en matrimoni a Rodrigo de Quiroga, un militar que acompanyava a Valdivia durant la conquesta.
En casar-se amb Rodrigo de Quiroga, Inés va decidir refugiar-se en la religió i dedicar-se a la caritat.
Durant el 1541, aprofitant que Valdivia no hi era, aproximadament dos mil guerrers nadius governats per Michimalongo van atacar els espanyols amb l'objectiu d'expulsar els invasors i deixar en llibertat a set cabdills que estaven presoners. Inés, en veure que l'exèrcit nadiu era superior al dels espanyols i que la ciutat estava en perill, va decidir matar aquests cabdills. En veure això, els atacants es van rendir i Inés va dirigir el contraatac espanyol amb la finalitat d'expulsar els nadius.
Finalment descriu els inicis de la Guerra d'Arauco entre espanyols i maputxes sota les ordres de Lautaro i Caupolicán.
Inés va morir a l'any 1580, amb el títol de governadora de Xile (que va aconseguir gràcies al seu marit, Rodrigo de Quiroga) i conqueridora d'aquest mateix territori.

## Episodis
| Núm. | Títol                                  | Direcció          | Guió       | Data d'emissió original |
| ---- | -------------------------------------- | ----------------- | ---------- | ----------------------- |
| 1    | «Un nuevo mundo»                       | Alejandro Bazzano | Paco Mateo | 31 de juliol de 2020    |
| 2    | «La conquista de un sueño»             | Alejandro Bazzano | Paco Mateo | 31 de juliol de 2020    |
| 3    | «La muerte, menos temida, da más vida» | Nicolás Acuña     | Paco Mateo | 31 de juliol de 2020    |
| 4    | «La tierra prometida»                  | Nicolás Acuña     | Paco Mateo | 31 de juliol de 2020    |
| 5    | «Sangre y fuego»                       | Alejandro Bazzano | Paco Mateo | 31 de juliol de 2020    |
| 6    | «Hambre de gloria»                     | Nicolás Acuña     | Paco Mateo | 31 de juliol de 2020    |
| 7    | «Semillas de traición»                 | Alejandro Bazzano | Paco Mateo | 31 de juliol de 2020    |
| 8    | «Hasta el fin del mundo»               | Nicolás Acuña     | Paco Mateo | 31 de juliol de 2020    |